# 富姫 (前田利常女)
富姫（ふうひめ、元和7年1月2日（1621年2月23日） - 寛文2年8月22日（1662年10月4日））は、江戸時代初期の女性。八条宮智忠親王の妃。加賀藩主・前田利常の四女。母は珠姫。別名富子、昌子。

## 生涯
元和7年（1621年）、金沢城にて生まれる。母の珠姫は、翌元和8年7月死去した。
寛永19年（1642年）、9月27日、22歳で八条宮智忠親王（当時24歳）に輿入れする。叔母である東福門院の養女となっての縁組であった。智忠親王は11歳で当主となり、以後十数年御殿（桂離宮）は荒れていたが、富姫の輿入れに伴う前田家からの援助により、御殿の修繕と増築が行われた。富姫は諱を昌子とした。智忠親王との間に子女は生まれず、結婚12年目の承応3年（1654年）、後水尾院の皇子・穏仁親王が猶子となった。
寛文2年（1662年）智忠親王が病に倒れ、7月1日死去した。しかし、富姫は葬儀にも出られず病に伏していた。夫の後を追うように、8月22日死去。享年42。遺言により遺体は前田家に戻されることになり、墓所は野田山前田家墓所にある。また名も富子とした。院号は真照院。